# 가면라이더 가이무
《가면라이더 가이무》(일본어: 仮面ライダー鎧武 카멘라이다 가이무[*])는 일본 도에이의 특촬물 헤이세이 가면라이더 시리즈의 15번째 작품으로, 2013년 10월 6일부터 2014년 9월 28일까지 《가면라이더 위저드》의 후속으로 TV 아사히에서 방영된 작품이다. 가면라이더 위저드 스페셜편에 카메오로 나왔다.
캐치프레이즈는 "라이더 전국시대"이다. 가면라이더 히비키와 같이 가면라이더 시리즈 중에서 사무라이가 등장하는 단 둘뿐인 일본색이 짙은 작품이다.
지금은 마치 라이더 전국시대! 금단의 과실을 두고 벌어지는 라이더 대결전!
가면라이더 가이무 후속은 가면라이더 드라이브이다.

## 개요
본작의 컨셉은 사무라이 과일 키 아이템은 자물쇠. 이전에 가면라이더 히비키나 가면라이더 덴오와 같이 일본 판타지적인 세계관을 채용한 작품이 있었던 것은 사실이지만 사무라이 자체를 컨셉으로 채용한 라이더는 본작이 최초다. 캐치프레이즈도 라이더 전국시대. 가이무(鎧武) 또한 갑옷(鎧) 무사(武)를 의미한다. 단 제작진들의 말에 의하면 사무라이 컨셉은 디자인면에서만 채용되었다고 한다. 또한
한국 방영은 전체적으로 스토리가 어둡고
일본 사무라이 컨셉의 슈트 디자인의 스토리의
잔혹한 묘사를 그려내어 한국 방영은 하지
않았다

## 국내 방영 불발

### 너무나도 심한 일본풍 강조
아예 조선과 싸우다 사망한 도요토미 히데요시를 찬양하던가, 슈트 디자인도 우리나라에게는 악영향을 줄수 있기 때문에 방영을 하지 않았다.

### 안전성 미통과
위부분에도 나왔겠지만 전체적으로 스토리가 어둡다. 또한 액션 포즈가 너무나도 전투적이여서 액션이 신미양요급이라고 한다.

### 서버가 터지는 액션
원래 일반 액션도 엄청난대다가 컴퓨터 그래픽까지 합치면 서버가 오류날정도로 액션이 엄청났다. 일본 측에서도 간신히 방영되었는데, 한국에서는 그것이 해결되지 않았다.

### 부실한 스토리
스토리가 어두워서 어차피 이길건가 질건가를 시청자도 재빠르게 볼 수 있을정도로 부실하다 계속되는 패턴으로 제작진도 어차피 결정났다고 말할정도로 심하다.

## 등장인물

### 비트 라이더즈 측 인물
자와메 시의 젊은이들 사이에서 유행하고 있는 댄스 팀.
- 카즈라바 코우타

- 타카츠카사 마이

- 쿠레시마 미츠자네

- 처키

- 리카

- 랫트

- 스미이 유우야

- 쿠몬 카이토

- 잭

- 페코

- 죠노우치 히데야스

- 하세 료지

- 소노무라

### 이그드라실 코퍼레이션 측 인물
자와메 시에서 가장 큰 영향력을 미치는 거대 기업.
- 쿠레시마 타카토라

- 시드

- 미나토 요코

- 센고쿠 료마

- DJ 사가라

### 기타 등장인물
- 시작의 여자

- 카즈라바 아키라

- 오렌 피에르 알폰조

- 반도우 키요지로

- 코우가네

- 쿠레시마 아마기

## 주제가
- JUST LIVE MORE - 노래 가이무노카제